# Bârna (gmina)
Bârna – gmina w Rumunii, w okręgu Temesz. Składa się z siedmiu wsi: Bârna, Botești, Botinești, Drinova, Jurești, Pogănești oraz Sărăzani.
W 2011 roku gminę zamieszkiwało 1640 osób.